# Borsa de Bakú
La Borsa de Bakú (Azerbaijani: Bakı Fond Birjası, BFB) és la borsa de valors principal de Azerbaidjan. És membre de la Federació Euro-Asiàtica de Borses de valors (FEAS) i està organitzada en la forma d'una societat per accions amb 20 accionistes.
Un grup d'iniciativa per l'establiment de la Borsa de valors va ser organitzat el 25 de desembre de 1999. La borsa de valors de Bakú va començar les seves operacions el 15 de febrer de 2000 amb el suport del Comitè Estatal per Seguretats d'Azerbaitjan. La primera operació de comerç a la borsa de valors va ser duta a terme l' 1 de setembre de 2000.
La companyia realitza operacions comercials i operacions de liquidació per a valors corporatius. També realitza operacions de comerç, dipòsit i compensació en els mercats primaris i secundaris de títols públics. La companyia té la seu a Bakú, Azerbaidjan.